# Lijst van Stolpersteine in Wierden
De Lijst van Stolpersteine in Wierden geeft een overzicht van de Stolpersteine die in de gemeente Wierden in de Nederlandse provincie Overijssel zijn geplaatst in het kader van het Stolpersteine-project van de Duitse beeldhouwer-kunstenaar Gunter Demnig.
Stolpersteine zijn opgedragen aan slachtoffers van het nationaalsocialisme, al diegenen die zijn vervolgd, gedeporteerd, vermoord, gedwongen te emigreren of tot zelfmoord gedreven door het nazi-regime. Demnig legt voor elk slachtoffer een aparte steen, meestal voor de laatste zelfgekozen woning.
Omdat het Stolpersteine-project doorloopt, kan deze lijst onvolledig zijn.

## Stolpersteine

### Enter
In het dorp Enter liggen zeventien Stolpersteine.
| Afbeelding | Inscriptie | Adres           | Herdachte persoon                        |
| ---------- | --- | --------------- | ---------------------------------------- |
|            | HIER WOONDE ADOLF NATHANS GEB. 1883 GEDEPORTEERD 1942 UIT WESTERBORK VERMOORD 28.2.1943 AUSCHWITZ                | Dorpsstraat 85  | Adolf Nathans (1883–1943)                |
|            | HIER WOONDE AMALIA NATHANS- BAMBERG GEB. 1884 GEDEPORTEERD 1942 UIT WESTERBORK VERMOORD 2.11.1942 AUSCHWITZ      | Dorpsstraat 85  | Amalia Nathans-Bamberg (1884–1942)       |
|            | HIER WOONDE ARON SAMUEL GEB. 1879 GEDEPORTEERD 1943 UIT WESTERBORK VERMOORD 23.4.1943 SOBIBOR                    | Dorpsstraat 124 | Aron Samuel Samuel (1879–1943)           |
|            | HIER WOONDE CLARA ANNA SAMUEL GEB. 1917 GEDEPORTEERD 1943 UIT WESTERBORK VERMOORD 21.5.1943 SOBIBOR              | Dorpsstraat 124 | Clara Anna Samuel (1917–1943)            |
|            | HIER WOONDE DINA SAMUEL GEB. 1924 GEDEPORTEERD 1942 UIT WESTERBORK VERMOORD 2.11.1942 AUSCHWITZ                  | Dorpsstraat 126 | Dina Samuel (1924–1942)                  |
|            | HIER WOONDE EMIEL SAMUËL GEB. 1920 GEDEPORTEERD 1943 UIT WESTERBORK VERMOORD 28.5.1943 SOBIBOR                   | Dorpsstraat 146 | Emiel Samuël (1920–1943)                 |
|            | HIER WOONDE IZAK SAMUËL GEB. 1909 GEDEPORTEERD 1943 UIT WESTERBORK VERMOORD 21.5.1943 SOBIBOR                    | Dorpsstraat 134 | Izak Samuël (1909–1943)                  |
|            | HIER WOONDE IZAK SAMUEL GEB. 1919 GEDEPORTEERD 1942 UIT WESTERBORK VERMOORD 31.3.1944 AUSCHWITZ                  | Dorpsstraat 126 | Izak Samuel (1919–1944)                  |
|            | HIER WOONDE MARCUS SAMUËL GEB. 1885 GEDEPORTEERD 1943 UIT WESTERBORK VERMOORD 21.5.1943 SOBIBOR                  | Dorpsstraat 146 | Marcus Samuël (1885–1943)                |
|            | HIER WOONDE ESTHER SAMUEL- BAMBERG GEB. 1881 GEDEPORTEERD 1943 UIT WESTERBORK VERMOORD 23.4.1943 SOBIBOR         | Dorpsstraat 124 | Esther Samuel-Bamberg (1881–1943)        |
|            | HIER WOONDE GERTRUD SAMUËL- GRÜNEWALD GEB. 1894 GEDEPORTEERD 1943 UIT WESTERBORK VERMOORD 2.11.1942 SOBIBOR      | Dorpsstraat 146 | Gertrud Samuël-Grünewald (1894–1942)     |
|            | HIER WOONDE LENA GESINA SAMUËL-ROSENDAAL GEB. 1914 GEDEPORTEERD 1943 UIT WESTERBORK VERMOORD 21.5.1943 SOBIBOR   | Dorpsstraat 134 | Lena Gesina Samuël-Rosendaal (1914–1943) |
|            | HIER WOONDE SOPHIE SAARTJE SAMUEL-ZWARTS GEB. 1894 GEDEPORTEERD 1942 UIT WESTERBORK VERMOORD 2.11.1942 AUSCHWITZ | Dorpsstraat 126 | Sophia Saartje Samuel-Zwarts (1894–1942) |
|            | HIER WOONDE HARTOG SPANJAR GEB. 1887 GEDEPORTEERD 1943 UIT WESTERBORK VERMOORD 21.5.1943 SOBIBOR                 | Zwiksweg 14     | Hartog Spanjar (1887–1943)               |
|            | HIER WOONDE ISRAEL SPANJAR GEB. 1912 GEDEPORTEERD 1943 UIT WESTERBORK VERMOORD 21.5.1943 SOBIBOR                 | Zwiksweg 14     | Israel Spanjar (1912–1943)<              |
|            | HIER WOONDE SALOMON SPANJAR GEB. 1919 GEDEPORTEERD 1943 UIT WESTERBORK VERMOORD 21.5.1943 SOBIBOR                | Zwiksweg 14     | Salomon Spanjar (1919–1943)              |
|            | HIER WOONDE BERTHA SPANJAR- SALMAGNE GEB. 1885 GEDEPORTEERD 1943 UIT WESTERBORK VERMOORD 21.5.1943 SOBIBOR       | Zwiksweg 14     | Bertha Spanjar-Salmagne (1885–1943)      |

### Wierden
In het dorp Wierden liggen drie Stolpersteine.
| Afbeelding | Inscriptie                                                             | Adres             | Herdachte persoon                 |
| ---------- | ---------------------------------------------------------------------- | ----------------- | --------------------------------- |
|            | HIER WOONDE ELISABETH LUTRAAN GEB. 1923 VERMOORD 31.1.1944 AUSCHWITZ   | Stationsstraat 29 | Elisabeth Lutraan (1923-1944)     |
|            | HIER WOONDE JOSEPH LEESER GEB. 1874 VERMOORD 23.4.1943 SOBIBOR         | Appelhofstraat 14 | Joseph Leeser (1874-1943)         |
|            | HIER WOONDE JOHANNA LEESER-KEIZER GEB. 1873 VERMOORD 23.4.1943 SOBIBOR | Appelhofstraat 14 | Johanna Leeser-Keizer (1873-1943) |

## Data van plaatsingen
- 25 oktober 2013: Stolpersteine aan Appelhofstraat 14 en Stationsstraat 29.